# 바레인 쇼크
바레인 쇼크는 2007년 7월 15일에 치러진, 바레인 축구 국가대표팀과 대한민국 축구 국가대표팀의 AFC 아시안컵 조별리그 D조 제4경기를 일컫는 말로, 대한민국 축구의 역사상 충격적인 패배 중 하나로 기록된 경기였다. 원래 바레인을 이겼어야 할 경기에서 오히려 패배했고, 이 계기로 자력으로 8강 진출에 불가능해졌기 때문이다.

## 경기 내용
선제골은 전반 4분에 김두현 선수가 어렵게 넣었으나, 전반 43분과 후반 40분에 바레인에게 역전골을 잇따라 내주며 패하였다.

### 상세 정보
| 바레인                    | 2 – 1  | 대한민국  |
| ------------------------- | ------ | --------- |
| 이사 43′ · 압둘라티프 85′ | 리포트 | 김두현 4′ |

| 바레인 | 대한민국 |

| GK          | 21 | 압둘라 라흐만 아메드   |     |     |
| DF          | 2  | 모하메드 하산          |     |     |
| DF          | 3  | 압둘라 알마르주키      |     |     |
| DF          | 14 | 살만 이사              |     | 78′ |
| DF          | 16 | 사예드 후사인          |     |     |
| MF          | 7  | 사예드 마무드 잘랄     | 27′ |     |
| MF          | 8  | 라시드 알도사리 (주장) |     |     |
| MF          | 25 | 파우지 무바라크 아이시 |     |     |
| MF          | 29 | 모하메드 후바일        |     |     |
| FW          | 11 | 이스마일 하산          |     | 87′ |
| FW          | 30 | 알라 후바일            |     |     |
| 교체 선수:  |    |                        |     |     |
| MF          | 27 | 마흐무드 압둘라흐만    |     | 78′ |
| MF          | 10 | 모하메드 살민          |     | 87′ |
| 감독:       |    |                        |     |     |
| 밀란 마찰라 |    |                        |     |     |

| GK         | 1  | 이운재 (주장) |     |     |
| DF         | 2  | 송종국        |     |     |
| DF         | 3  | 김진규        |     |     |
| DF         | 4  | 김동진        |     |     |
| DF         | 14 | 김상식        |     |     |
| DF         | 22 | 강민수        |     |     |
| MF         | 6  | 이호          |     | 68′ |
| MF         | 8  | 김두현        |     |     |
| FW         | 10 | 이천수        | 56′ |     |
| FW         | 12 | 이동국        |     | 66′ |
| FW         | 19 | 염기훈        |     |     |
| 교체 선수: |    |               |     |     |
| FW         | 9  | 조재진        |     | 66′ |
| MF         | 17 | 김정우        |     | 68′ |
| 감독:      |    |               |     |     |
| 핌 베어벡  |    |               |     |     |

| 부심: 리우테쥔 푼밍파이 대기심: 니시무라 유이치 |

## 대한민국의 패인
걍 그당시 우리가 너무 병신 같았다

## 경기 후
대한민국은 2차전에 패배한 후, 3차전 인도네시아를 이겨야 하지만 사우디아라비아-바레인이 서로 비기면 탈락한다. 이는 AFC 아시안컵의 규칙상, 승점이 같으면 FIFA 월드컵처럼 골득실-다득점-승자승 원칙 순으로 평가하는 게 아니라, UEFA 유로처럼 승자승 원칙을 먼저 보기 때문이다.
승자승 원칙이란, 축구에서 승점이 서로 같은 국가들끼리 맞대결에서 승패를 통해 승부를 가리는 규칙을 말한다. 그랬기 때문에 대한민국은 맞대결에서 바레인에게 2:1로 패했기 때문에 승자승원칙으로 탈락할 수밖에 없었을 뿐 아니라 바레인과 사우디아라비아가 서로 중동국가에 속한 형제 국가에 해당되는 국가들로써, 1982년 FIFA 월드컵의 히혼의 수치처럼 일부러 서로 짜고 경기하여 비기는 작전으로 나갈 가능성도 우려했기 때문이다.
오히려 사우디아라비아는 바레인을 4:0으로 이겼지만, 대한민국은 1:0으로 인도네시아에 앞서가면서도 90분 내내 불안한 경기를 펼쳐야 했으며 간신히 8강 진출에 성공했다. 결과와 극적의 분위기에서는 도하의 기적에 가까운 극적인 기적이라도 실력과 경기에서는 아주 돌이킬 수 없는 치욕적인 경기였다. 인도네시아와의 경기에서도 기회가 엄청나게 많으면서도 불구하고도 김정우 선수의 유일한 선제골을 제외하면 모두 골을 넣지 못했고, 실력도 좋지 않았기 때문이다.
경기 후 일부 사람들은 베어벡 감독이 사퇴한다는 불만까지 나올 정도였고, 결국 AFC 아시안컵에서 3위를 한 후 베어벡 감독은 사퇴하고 말았다. 대한민국이 1994년 FIFA 월드컵 아시아 지역 예선에서 일본에게 1:0으로 패한 것과는 완전히 대조적이다. 당시 대한민국과 일본과 실력차가 서로 비슷한 반면 바레인은 축구 실력이 대한민국에 비해 차원이 엄청 다를 정도로 수준이 낮을 정도였는데도 불구하고도 패했기 때문이다.
도하의 기적과 같은 점은 1994년 FIFA 월드컵 아시아 지역 예선에서는 이라크가 살려줬으면, 2007년 AFC 아시안컵에서는 사우디아라비아가 살려줬다. 즉, 모두 서아시아가 대한민국을 기사회생시켜주었다. 그리고 이 외에도 2018년 FIFA 월드컵 아시아 지역 예선에서도 대한민국이 우즈베키스탄에게 비겼을 무렵, 같은 시간 이란이 시리아에게 패하지 않았기 때문에 이 역시 서아시아가 대한민국이 FIFA 월드컵 본선 진출에도 이바지하였다.
또한, 2007년 AFC 아시안컵에서는 조선민주주의인민공화국만 제외하고, 대한민국은 사우디아라비아, 이란, 이라크, 일본을 만났다. 모두 1994년 FIFA 월드컵 아시아 지역 예선에서 만났던 국가들이다.

## 같이 보기
- 도하의 기적
- 알제리 쇼크